# Lalisch

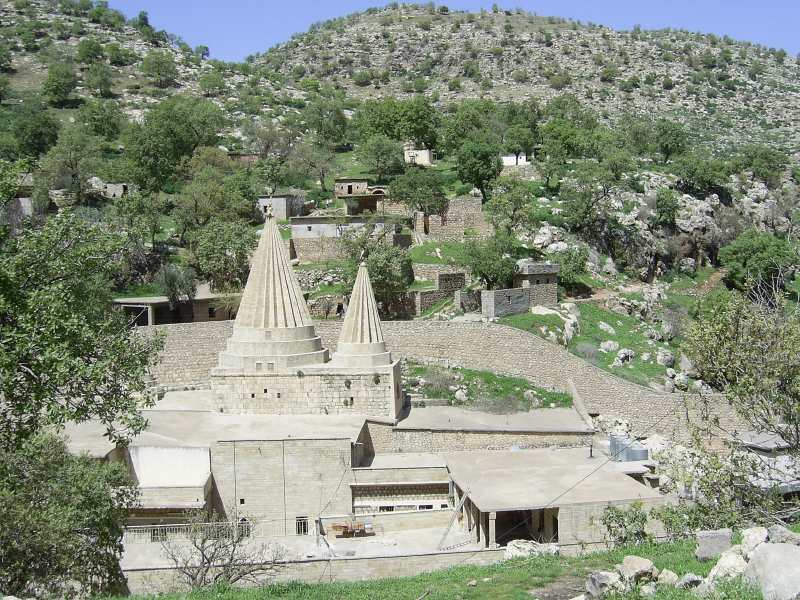
Grab von Scheich Adi

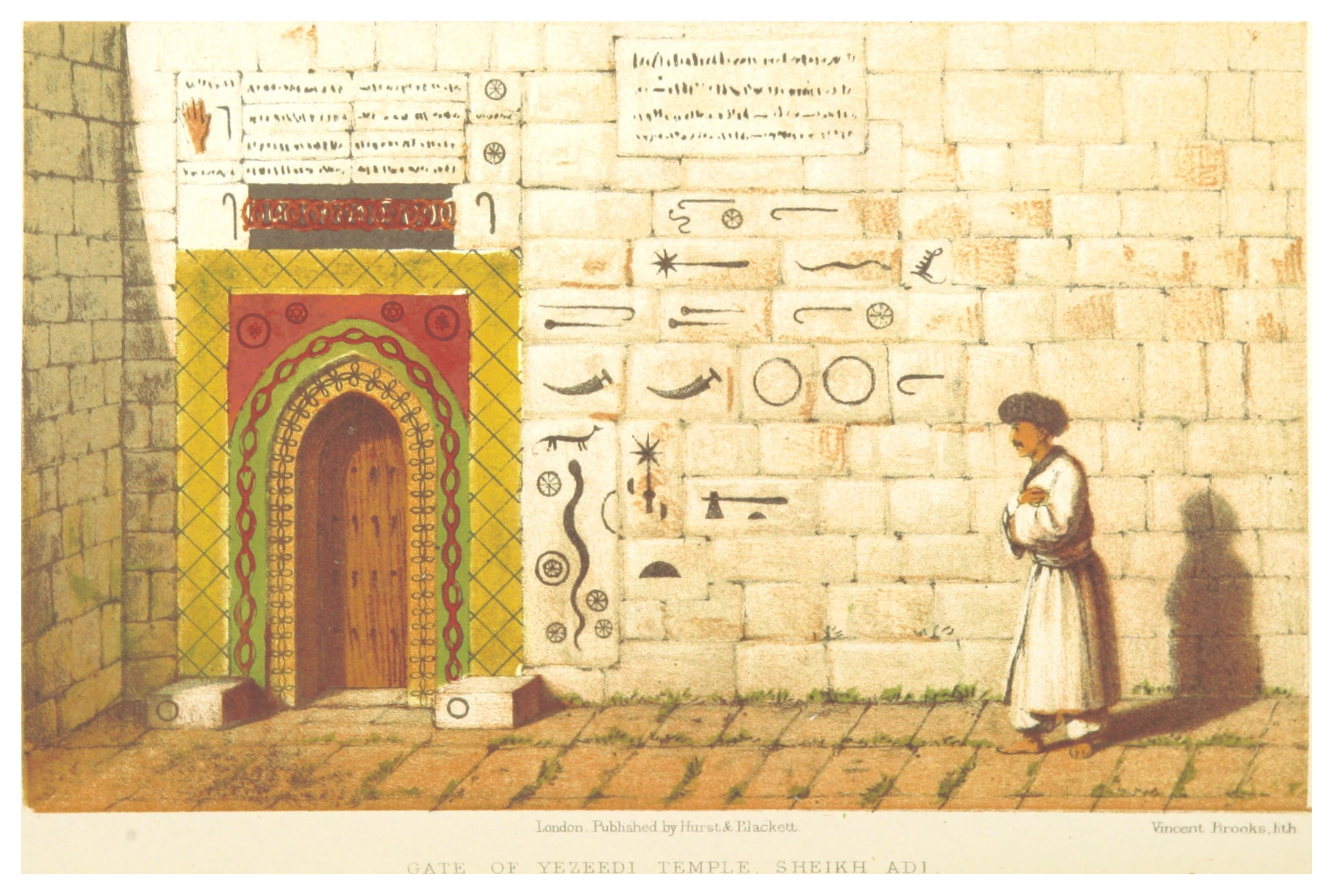
Eingangstor des Tempels (kurmandschi: Deriye Şixadi) um 1865 mit vielfältigen handgemachten religiösen Symbolen, die nach Umbauarbeiten zerstört oder an verschiedenen Stellen wieder angebracht worden sind.

Lalisch (auch Lalişa Nûranî, kurmandschi: Laliş; arabisch لالش, DMG Lāliš) ist ein Tal im Norden des Iraks (Ezidchan) an der Grenze der heutigen Autonomen Region Kurdistan, ca. 60 km nördlich der Stadt Mosul, in dem sich das zentrale Heiligtum der Jesiden befindet. Das bewaldete Tal liegt über 1000 m hoch und ist von den drei Bergen Hizrat, Misat und Arafat umgeben. Ein Zugang im Osten verbindet das Tal mit der Kleinstadt Ain Sifni, die 14 km entfernt ist. 
Den Jesiden gilt Lalisch als der heiligste Ort und Zentrum der Schöpfung. Seit 2003 gehört der Ort zu den umstrittenen Gebieten des Nordiraks.

## Beschreibung des Heiligtums
Wichtigstes Heiligtum in Lalisch ist die Grabstätte von Scheich ʿAdī ibn Musāfir, dem bedeutendsten Heiligen der Jesiden. Über ihr erhebt sich eine große Kuppel (Qubba), die von weither zu sehen ist. Rechts neben der Kuppel liegt das heilige Grab von Scheich Hassan und links neben der Kuppel die etwas kleinere Kuppel von Scheich Muz (kurd. Şexmuz). Vor dem Heiligtum Scheich Adis befindet sich der sogenannte „Markt der Erkenntnis“ (Sûqa Meʿrifetê), ein großer Platz, an dem sich die Pilger während der Feste aufhalten und feiern.
Daneben existieren in Lalisch zwei heilige Quellen, die „Weiße Quelle“ (Kaniya Sipî) und die „Zemzem-Quelle“ (Kanîya Zemzem), die mit der Zamzam-Quelle in Mekka in Verbindung stehen soll. Beide Quellen entspringen an zwei voneinander unabhängigen Orten und münden hinter der Grabstätte Scheich Adis, genauer gesagt an dem Gay kuje, zusammen. Die Mündung der beiden Quellen, die Merzet Behre (kurd. Meer) genannt wird, sind durch kleine Brunnen sichtbar. Neben diesen Brunnen gibt es ein Grab. Nach dem Glauben der Jesiden wird gesagt, dass es das Grab von Adam sein soll. In der Weißen Quelle werden jesidische Kinder getauft. Diejenigen, die nicht selbst die Möglichkeit haben, nach Lalisch zu kommen, können mit Hilfe von Flakons, die Wasser der Weißen Quelle enthalten, getauft werden.
Am unteren Ende des Lalisch-Tales befindet sich die Silat-Brücke (Pira Silat). Sie trennt den heiligen vom profanen Bereich. Der heilige Bereich darf ausschließlich barfuß betreten werden. Oberhalb des Lalisch-Tals befindet sich der Berg Arafat mit dem heiligen Stein Felek („Glück“). Die meisten Pilger, die nach Lalisch kommen, halten es für eine Pflicht, auf diesen Berg zu steigen. Die Tatsache, dass sich hier wie in Mekka eine Zamzam-Quelle und ein ʿArafāt-Berg befinden, wird von den Jesiden damit erklärt, dass Scheich ʿAdī die beiden zu seinen Lebzeiten nach Lalisch versetzt habe.

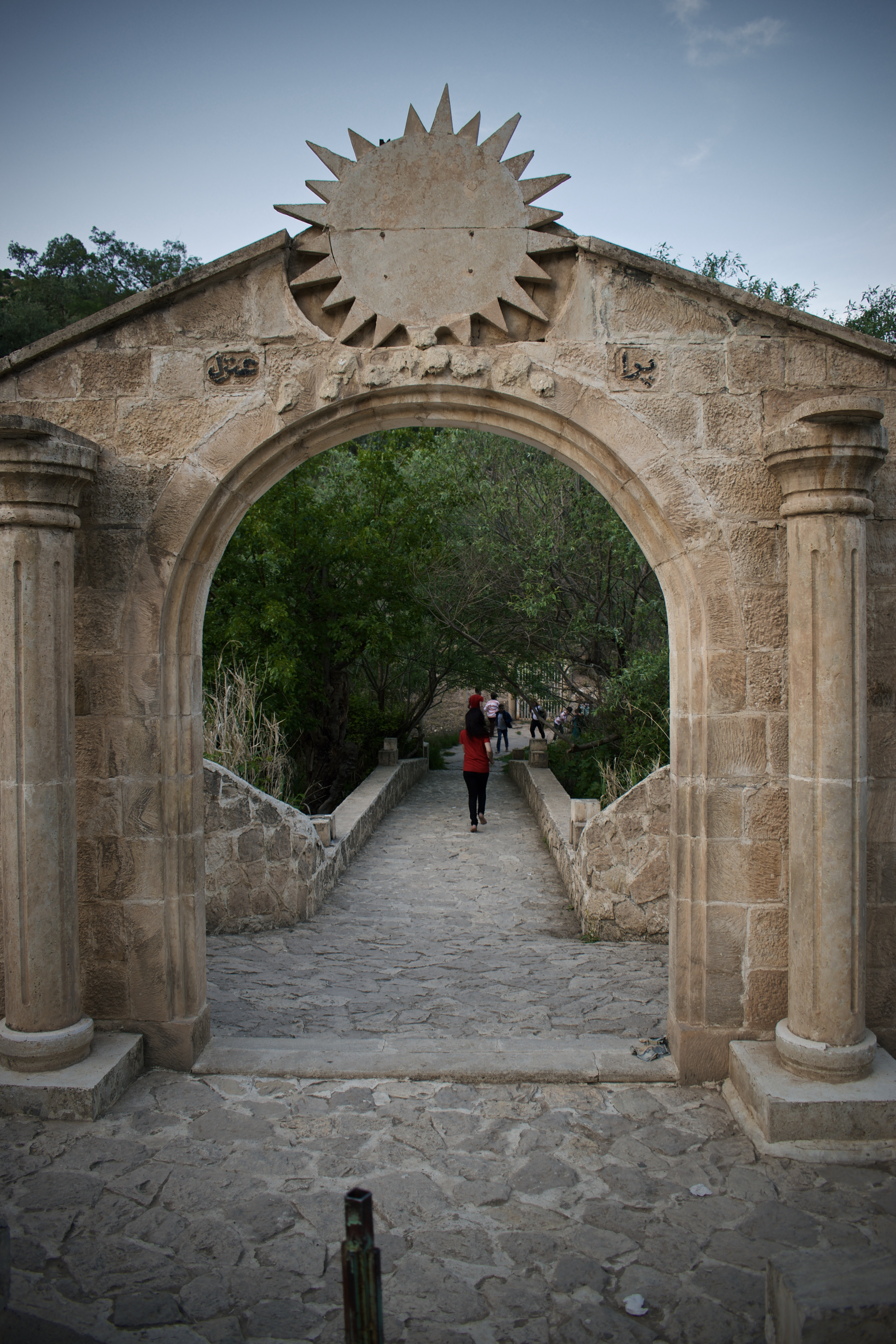
Die Silat-Brücke in Lalisch

## Rolle im jesidischen Festkalender
Die Jesiden besuchen Lalisch vor allem im Rahmen des alljährlichen jesidischen Festes Jezhna Jemaʿīye (kurd. "Fest des Zusammenkommens") vom 6. bis 13. Oktober, aber auch zu anderen Zeiten, wie zum Beispiel am Neujahrsfest im April (kurd. Carşema Sor/Ida sere Sale) und am Fest zu Ehren Gottes im Dezember (kurd. Ida Ezi). Das Neujahrsfest findet immer am dritten Mittwoch im April statt. Der Mittwoch gilt bei den Jesiden als Feiertag, da der heilige Engel Melek Taus die Erde an einem Mittwoch zum Leben erweckt haben soll. Das Fest zu Ehren Gottes hingegen, findet an dem dritten Freitag im Dezember statt, was wiederum bedeutet, dass sich das Datum jährlich verschiebt.

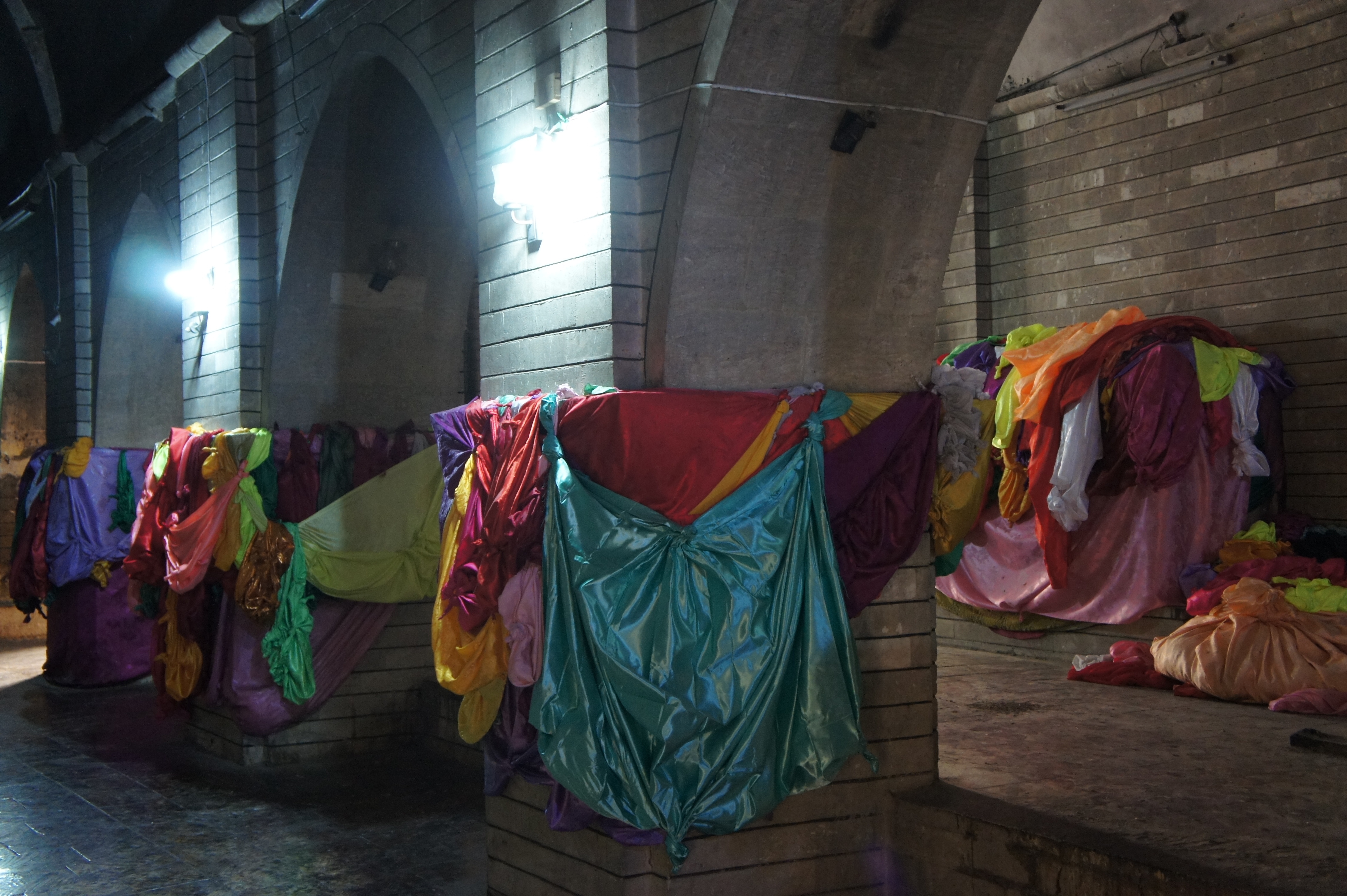
Die bunten Tücher, mit denen die Gräber im Inneren des Heiligtums von Lalisch bedeckt werden.

Aus Lalisch bringen die Jesiden geweihte Erde mit, die mit dem heiligen Wasser der Kanîya Sipî-Quelle zu festen Kügelchen geformt wird. Sie gelten als „heilige Steine“ (sing. berat) und spielen bei vielen religiösen Zeremonien eine wichtige Rolle. Umgekehrt bringen auch die Pilger unter anderem Stoffe wie Baumwolle, Sonnenblumenöl und Vieh als Almosen mit. Die Stoffe werden genutzt, um die heiligen Gräber zu bedecken. Hierbei verknoten die Pilger die Stoffe und wünschen sich dabei etwas. Die Baumwolle wird beispielsweise von Day Kaban (kurd. day = Mutter; kaban = Haus/Hütte) zu kleinen Dochten (kurd. fitil) gewickelt. Diese Dochte werden für die Beleuchtung des Lalischtales benutzt.

## Die Bediensteten von Lalisch
Für die Instandhaltung des Heiligtums von Lalisch sind vor allem die Jesiden der beiden Zwillingsdörfer von Baschiqa und Bahzani verantwortlich. Sie gelten als die Bediensteten (xizmetkar) von Lalisch. An jedem Abend beleuchtet ein unverheirateter Jugendlicher aus dem Haus des sogenannten Fakirs (auch Feqir) 231 markierte Stellen mit den Dochten und dem Öl, das von den Pilgern mitgebracht wurde. Diese Lichter, die bis zum Morgengrauen brennen, gelten als Symbole für die heiligen Apostel, Vorfahren, Engel etc. Dieser Feuerkult kommt aus dem alten jesidischen Glauben, bei dem die Jesiden an das Feuer als übermächtige Kraft auf der Erde geglaubt haben.

## Lalisch in der Literatur
In Karl Mays Roman Durchs wilde Kurdistan ist das Tal von „Scheik Adi“ (pars pro toto für Lalisch) Schauplatz eines Gefechts zwischen den Jesiden (bei May „Dschesidi“) und osmanischen Truppen.

## Belege
1. ↑  Birgül Açikyildiz, 2009, S. 307, 321
2. ↑  Vgl. Spät: The Yezidis. 2005, S. 55.
3. ↑  Vgl. Spät: The Yezidis. 2005, S. 56.
4. ↑  Vgl. Spät: The Yezidis. 2005, S. 21, 60.

Koordinaten: 36° 47′ N, 43° 19′ O